# Козлов Григорій Федотович
Григорій Федотович Козлов (7 квітня 1937 , Куторжиха, Хорольський район ) — доктор технічних наук, професор.
Автор понад 300 публікацій, серед яких наукові статті, патенти, методичні вказівки, монографії, навчальні посібники. Найбільш вагомими науковими працями, опублікованими проф. Козловим Г. Ф., є навчальний посібник у двох частинах «Основи товарознавства продовольчих товарів», навчальний посібник «Теоретичні основи товарознавства продовольчих товарів» з грифом Міністерства освіти і науки України. В 2006—2007 роках видана монографія у двох частинах «Проблеми харчування і здоров'я», у 2008—2009 роках два навчальних посібника «Теоретичні основи товарознавства продовольчих товарів», «Товарознавство продовольчих товарів тваринного походження» і третя частина монографії «Проблема харчування і здоров'я».

## Життєпис
Народився 7 квітня 1937 року в с. Кутуржиха на хліборобській Хорольщині у селянській сім'ї. Його батько Федот Григорович, хлібороб і майстер на всі руки, мати Марія Іванівна, хлібороб. Григорій Козлов дуже важко переніс окупацію нацистськими окупантами рідного краю, а також голод 1946—1947 років.
Навчався Григорій спочатку у Кутуржанській початковій школі до 1948 року, де мешкали батьки, а потім закінчив Штомпелівську семирічну школу у 1951 і перейшов до Хорольської середньої школи № 1, яку успішно закінчив у 1954 році із срібною медаллю. У 1955 році вступив до Одеського технологічного інституту імені Ломоносова. Навчався на технологічному факультеті і у 1960 році отримав фах інженер-технолог за спеціальністю «Зберігання та технологія перероблення зерна». Дипломний проект захистив на «відмінно».
Виробничу діяльність за фахом розпочав на Кременчуцькому комбінаті хлібопродуктів спочатку змінним інженером, інженером-технологом, провідним спеціалістом з виробництва круп [7, с.3]. Молодого перспективного інженера-технолога помітили і перевели на посаду головного інженера Полтавського млинзаводу № 27. У 1966 році при кафедрі Одеського технологічного інституту була відкрита аспірантура, куди одним із перших з 01.11. 1966 року був прийнятий Г. Ф. Козлов. Через три роки став асистентом кафедри технології і гідролізних виробництв цього ж вузу. В ту пору почалися системні дослідження в області хлібопечення і інших галузей харчової промисловості.
Кандидатську дисертацію виконував і захищав у Москві в галузевому науково-дослідному інституті хлібопекарської промисловості за спеціальністю технологія хлібопекарського виробництва. Дисертацію на тему: «Дослідження та розробка способів покращення якості пшеничного хліба при переробці борошна із занадто міцною клейковиною та прискорених методах тісто приготування». Дисертація видана окремою книгою в Москві, 1969 року, обсягом 244 сторінки. Це була перша захищена кандидатська дисертація на кафедрі по технології хлібопекарського виробництва.
Після захисту кандидатської дисертації Козлов Г. Ф. працював старшим викладачем кафедри технології і гідролізних виробництв, а з 31 січня 1974 року затверджений у званні доцента кафедри «Технологія гідролізних виробництв». Козлов Г. Ф. сприяв тому, що у 1971 році була почата підготовка інженерів-технологів за новою спеціальністю — «Технології хлібопекарського, кондитерського і макаронних виробництв». З вересня 1975 року кафедра стала називатися «Технології хлібопекарських і кондитерських виробництв». Цю спеціальність йому довелося обґрунтовувати у вузі. З цього ж року розпочав підготовку до написання докторської дисертації на тему: «Підвищення ефективності хлібопекарського виробництва на основі інтенсифікації процесів тісто приготування» (опублікована в Одесі 1990 р. обсягом 582 с.). Захищав дисертацію по двох спеціальностях: «Процеси, машини та агрегати харчової промисловості» та «Технологія хлібопекарських, макаронних та кондитерських продуктів».
Затверджений в науковому ступені доктора наук ВАКом СРСР 23 березня 1991. Присвоєне вчене звання професора ВАК України 02 липня 1993 по кафедрі, яка на той час називалася «Технологія хліба, кондитерських виробів та громадського харчування».
Поряд з українськими у своїй викладацькій діяльності багато уваги приділяв іноземним студентам з країн Європи, Азії, Африки і Латинської Америки.
Більше 30 років виконував обов'язки голови методичної комісії факультету, член ради факультету. Профессор Г. Ф. Козлов зробив значний внесок у розвиток наукової школи і хлібопекарської галузі. На його праці посилаються, як вітчизняні, так і зарубіжні дослідники. З 2009 по вересень 2013 року очолював кафедру «Безпеки, експертизи та товарознавства» у своєму вузі. Продовжує працювати професором на цій же кафедрі.
Підготував 6 кандидатів і 1 доктора наук. Кілька з них працюють у Одеській національній академії харчових технологій, зокрема, Козак Вікторія Миколаївна під його керівництвом захистила кандидатську дисертацію з теми: «Удосконалення технології і розширення асортименту цукрового печива з використанням вторинних продуктів харчової промисловості».
Козлов Григорій Федотович зробив неоцінений вклад у конкурентноспроможність харчових продуктів з високими споживчими властивостями, харчовою цінністю та безпечністю, як на внутрішньому, так і на зовнішньому ринках.

## Наукові дослідження та праці
За час наукової діяльності ним опубліковано понад 300 публікацій, серед яких наукові статті, патенти, методичні вказівки, монографії, навчальні посібники. Зокрема:
Наукові праці:
Козлов Г. Ф., Козак В. Н. Влияние пивной дробины на показатели качества сахарного печенья в процессе хранения. — Одеса: ОНАХТ, 2006
Козлов Г. Ф., Пшеничнюк Г. Ф., Козак В. Н. Влияние муки из пивной дробины и жмыха подсолнечного на водопоглотительную способность компонентов сахарного теста. АПК. Информ, 2008
Козлов Г. Ф., Козак В. Н. Сахарное печенье, обогащенное побочными продуктами пищевой промышленности. — Одеса: ОНАХТ, 2007
Козлов Г. Ф., Остапчук Н. В., Щербатенко В. В.. Системный анализ технологических процессов на предприятиях пищевой промышленности. — Киев, Техника,1977. — 200 с.
Козлов Г. Ф. Производство хлебобулочных изделий в малогабаритном агрегате непрерывного действия. — М., 1992. — 30 с.

Навчальний посібник у двох частинах «Основи товарознавства продовольчих товарів»
Монографія у двох частинах «Проблеми харчування і здоров'я», 2006—2007
Навчальні посібники: «Теоретичні основи товарознавства продовольчих товарів», «Товарознавство продовольчих товарів тваринного походження», 2008—2009
Монографія «Проблеми харчування і здоров'я»: третя частина, 2008—2009

## Родина
Козлова Людмила Борисівна — дружина, родом з Вінниччини.
Вадим — син, який також відмінно закінчив середню школу, а у 1985 році — Одеський технологічний інститут. Працював на Одеській кондитерській фабриці НВО «Харчопромавтоматика». Вступив до аспірантури Воронезького технологічного інституту і захистив дисертацію на звання кандидата технічних наук у 1992 році в Київському технологічному інституті на тему: «Приготування цукрового тіста на основі змішування сировини в розріджених потоках».